# The Big Bang Theory (4.ª temporada)
A quarta temporada de The Big Bang Theory estreou em 23 de setembro de 2010 pelo canal CBS e terminou em 19 de Maio de 2011.

## Elenco
| - Johnny Galecki como Dr. Leonard Hofstadter - Jim Parsons como Dr. Sheldon Cooper - Kaley Cuoco como Penny - Simon Helberg como Howard Wolowitz - Kunal Nayyar como Dr. Rajesh "Raj" Koothrappali - Mayim Bialik como Dra. Amy Farrah Fowler - Melissa Rauch como Bernadette Rostenkowski - Steve Wozniak como a si mesmo - Katee Sackhoff como a si mesma - George Takei como a si mesmo - Neil deGrasse Tyson como a si mesmo - LeVar Burton como a si mesmo - Brian Greene como a si mesmo - Stephen Hawking como a si mesmo | - Vernee Watson como Althea - Carol Ann Susi como Sra. Wolowitz - Laurie Metcalf como Mary Cooper - Kevin Sussman como Stuart Bloom - Aarti Mann como Priya Koothrappali - Wil Wheaton como a si mesmo - Brian Thomas Smith como Zack Johnson - Joshua Malina como President Siebert - Brian George como Dr. V.M. Koothrappali - Alice Amter como Sra. Koothrappali - John Ross Bowie como Dr. Barry Kripke | - Charlotte Newhouse como Joy - Annie O'Donnell como Sra. Fowler - Eliza Dushku como Agente do FBI Angela Paige - Keith Carradine como Wyatt - Rick Fox como Glenn - Jessica Walter como Sra. Latham - Christopher Douglas Reed como Todd - Lanny Joon como Oficial Shin - Arnold Chun como Ho-Jun - Eric Andre como Joey - Tiffany Dupont como Angela - Whitney Avalon como Elsie - Phil Abrams como Dr. Bernstein |

## Prêmios e indicações
| Ano  | Resultado | Categoria                           | Prêmio      | Artista        |
| ---- | --------- | ----------------------------------- | ----------- | -------------- |
| 2011 | Indicado  | Melhor Série de Comédia             | Emmy Awards | -              |
| 2011 | Ganhou    | Melhor Ator em uma Série de Comédia | Emmy Awards | Jim Parsons    |
| 2011 | Indicado  | Melhor Ator em uma Série de Comédia | Emmy Awards | Johnny Galecki |

## Episódios
| N.º na série | N.º na temp. | Título                                                                                    | Dirigido por    | Escrito por                                                                                                | Exibição original       | Audiência EUA (milhões) |
| --- | ------------ | ----------------------------------------------------------------------------------------- | --------------- | --- | ----------------------- | ----------------------- |
| 64 | 1            | "The Robotic Manipulation" "A Manipulação Robótica" (BR)                                  | Mark Cendrowski | História: Chuck Lorre, Lee Aronsohn e Dave Goetsch Adaptação: Steven Molaro, Eric Kaplan e Steven Holland  | 23 de setembro de 2010  | 14.04                   |
| Sheldon tem o primeiro encontro de sua vida com uma moça e Penny decide ajudar-lo, mas como coisas não saem bem como ela esperava. É o primeiro episódio que Amy é envolvida no enredo principal. Wolowitz tem um pequeno "incidente" com um braço de um robô que ele está desenvolvendo e Leonard e Raj vão ajuda-lo.                       |              |                                                                                           |                 | |                         |                         |
| 65 | 2            | "The Cruciferous Vegetable Amplification" "A Amplificação dos Crucíferos do Vegetal" (BR) | Mark Cendrowski | História: Bill Prady, Lee Aronsohn e Steve Holland Adaptação: Chuck Lorre, Steven Molaro e Jim Reynolds    | 30 de setembro de 2010  | 13.05                   |
| Sheldon percebe que quando finalmente conseguir fazer o download de sua consciência em um corpo robótico ele estará morto. Por isso, ele procura maneiras de prolongar sua vida. |              |                                                                                           |                 | |                         |                         |
| 66 | 3            | "The Zazzy Substitution" "A Substituição de Zazzy" (BR)                                   | Mark Cendrowski | História: Chuck Lorre, Bill Prady e Jim Reynolds Adaptação: Lee Aronsohn, Steven Molaro e Maria Ferrari    | 7 de outubro de 2010    | 12.59                   |
| Quando Sheldon "termina" com Amy, seus amigos se preocupam quando ele procura uma nova companhia (não-humana) para substituí-la. |              |                                                                                           |                 | |                         |                         |
| 67 | 4            | "The Hot Troll Deviation" "O Desvio Quente da Pegadinha" (BR)                             | Mark Cendrowski | História: Chuck Lorre, Steven Molaro e Adam Faberman Adaptação: Bill Prady, Lee Aronsohn e Maria Ferrari   | 14 de outubro de 2010   | 12.57                   |
| Wolowitz tenta voltar com Bernadette, enquanto Sheldon e Raj se enfrentam numa guerra na universidade. |              |                                                                                           |                 | |                         |                         |
| 68 | 5            | "The Desperation Emanation" "A Emanação do Desespero" (BR)                                | Mark Cendrowski | História: Bill Prady, Lee Aronsohn e Dave Goetsch Adaptação: Chuck Lorre, Steven Molaro e Steve Holland    | 21 de outubro de 2010   | 13.05                   |
| Sheldon conhece a mãe de Amy e desiste do relacionamento. Enquanto isso, Leonard percebe que é o único que está sem namorada. |              |                                                                                           |                 | |                         |                         |
| 69 | 6            | "The Irish Pub Formulation" "A Formulação do Irlandês" (BR)                               | Mark Cendrowski | História: Chuck Lorre, Lee Aronsohn e Steven Molaro Adaptação: Bill Prady, Eric Kaplan e Maria Ferrari     | 28 de outubro de 2010   | 13.04                   |
| Raj proíbe os amigos de paquerarem sua irmã que o está visitando, sem saber que Leonard já a conhecia. |              |                                                                                           |                 | |                         |                         |
| 70 | 7            | "The Apology Insufficiency" "A Insuficiência Apologia" (BR)                               | Mark Cendrowski | História: Chuck Lorre, Lee Aronsohn e Maria Ferrari Adaptação: Bill Prady, Steven Molaro e Steve Holland   | 4 de novembro de 2010   | 14.00                   |
| Os rapazes são interrogados pelo FBI para que a segurança de Howard será garantida. |              |                                                                                           |                 | |                         |                         |
| 71 | 8            | "The 21-Second Excitation" "A Excitação da Segunda 21" (BR)                               | Mark Cendrowski | História: Chuck Lorre, Bill Prady e Jim Reynolds Adaptação: Lee Aronsohn, Steven Molaro e Steve Holland    | 11 de novembro de 2010  | 13.11                   |
| Os rapazes acampam e fazem fila para ver 21 segundos a mais de Raiders of the Lost Ark e ficam bravos ao verem o malvado Will Wheaton e seus amigos furarem a fila. Por outro lado, Penny e Bernadette convidam Amy para uma noite só de garotas.                                                                                            |              |                                                                                           |                 | |                         |                         |
| 72 | 9            | "The Boyfriend Complexity" "A Complexidade do Noivo" (BR)                                 | Mark Cendrowski | História: Chuck Lorre, Lee Aronsohn e Jim Reynolds Adaptação: Bill Prady, Steven Molaro e Dave Goetsch     | 18 de novembro de 2010  | 13.02                   |
| Penny pede para Leonard manter a mentira que contou ao pai durante uma visita dele. Enquanto isso, Haward, Raj e Bernadette passam a noite fazendo um projeto de astronomia. |              |                                                                                           |                 | |                         |                         |
| 73 | 10           | "The Alien Parasite Hypothesis" "A Hipótese do Parasita Alienígena" (BR)                  | Mark Cendrowski | História: Chuck Lorre, Steven Molaro e Steve Holland Adaptação: Lee Aronsohn, Jim Reynolds e Maria Ferrari | 9 de dezembro de 2010   | 12.03                   |
| Amy demonstra interesse por Zach, um dos ex-namorados de Penny. Raj e Howard discutem qual deles seria um melhor super-herói. |              |                                                                                           |                 | |                         |                         |
| 74 | 11           | "The Justice League Recombination" "A Recombinação da Liga da Justiça" (BR)               | Mark Cendrowski | História: Chuck Lorre, Lee Aronsohn e Maria Ferrari Adaptação: Bill Prady, Steven Molaro e Steve Holland   | 16 de dezembro de 2010  | 13.24                   |
| Os rapazes vão a uma livraria de história em quadrinhos para passar o ano novo e convencem Penny e Zach a se unirem à "Liga da Justiça" criada por eles. |              |                                                                                           |                 | |                         |                         |
| 75 | 12           | "The Bus Pants Utilization" "A Utilização de Calças no Ônibus" (BR)                       | Mark Cendrowski | História: Chuck Lorre, Lee Aronsohn e Maria Ferrari Adaptação: Bill Prady, Steven Molaro e Eric Kaplan     | 6 de janeiro de 2011    | 13.98                   |
| A amizade entre Leonard e Sheldon dará uma reviravolta depois de Sheldon tomar para si a invenção de uma aplicação para celulares criada pro Leonard. |              |                                                                                           |                 | |                         |                         |
| 76 | 13           | "The Love Car Displacement" "O Deslocamento do Carro do Amor" (BR)                        | Anthony Rich    | História: Chuck Lorre, Bill Prady e Dave Goetsch Adaptação: Lee Aronsohn, Steven Molaro e Steve Holland    | 20 de janeiro de 2011   | 13.63                   |
| Numa convenção científica, Bernadette encontra com um ex-namorado e Howard se sente inferiorizado em relação a ele. |              |                                                                                           |                 | |                         |                         |
| 77 | 14           | "The Thespian Catalyst" "O Catalisador Tespiano" (BR)                                     | Mark Cendrowski | História: Chuck Lorre, Lee Aronsohn e Jim Reynolds Adaptação: Bill Prady, Steven Molaro e Maria Ferrari    | 3 de fevereiro de 2011  | 13.83                   |
| Sheldon agora é professor e pedirá para Penny lhe dar algumas aulas de interpretação. Mais adiante, Raj começa a ter fantasias com Bernadette. |              |                                                                                           |                 | |                         |                         |
| 78 | 15           | "The Benefactor Factor" "O Fator Benfeitor" (BR)                                          | Mark Cendrowski | História: Bill Prady, Lee Aronsohn e Dave Goetsch Adaptação: Chuck Lorre, Eric Kaplan e Steve Holland      | 10 de fevereiro de 2011 | 12.79                   |
| Uma rica e antiga contribuinte do instituto em que Leonard trabalha lhe oferece uma boa quantia de dinheiro por uma noite de sexo. |              |                                                                                           |                 | |                         |                         |
| 79 | 16           | "The Cohabitation Formulation" "A Coabitação da Formulação" (BR)                          | Mark Cendrowski | História: Chuck Lorre, Lee Aronsohn e Dave Goetsch Adaptação: Bill Prady, Steven Molaro e Jim Reynolds     | 17 de fevereiro de 2011 | 12.41                   |
| Bernadette alerta Howard que chegou a hora deles juntarem como escovas de dentes. Leonard fica sabendo que a irmã de Raj voltou e fará de tudo para se encontrar com ela. Amy tentará consolar Penny ao saber da notícia. |              |                                                                                           |                 | |                         |                         |
| 80 | 17           | "The Toast Derivation" "O Derivação Brinde" (BR)                                          | Mark Cendrowski | História: Bill Prady, Dave Goetsch e Maria Ferrari Adaptação: Chuck Lorre, Steven Molaro e Jim Reynolds    | 24 de fevereiro de 2011 | 12.35                   |
| Ao perceber que Leonard é a alma da equipe, Sheldon tentará encontrar um novo grupo que lhe permita voltar a ser o centro da atenção. |              |                                                                                           |                 | |                         |                         |
| 81 | 18           | "The Prestidigitation Approximation" "A Aproximação da Prestidigitação" (BR)              | Mark Cendrowski | História: Bill Prady, Steve Holland e Eddie Gorodetsky Adaptação: Chuck Lorre, Steven Molaro e Eric Kaplan | 10 de março de 2011     | 12.06                   |
| Sheldon ficará de queixo caído com o novo truque de magia de Wolowitz. Leonard perceberá que seus encontros com Priya poderão prejudicar sua amizade com Penny. |              |                                                                                           |                 | |                         |                         |
| 82 | 19           | "The Zarnecki Incursion" "A Incursão de Zarnecki" (BR)                                    | Mark Cendrowski | História: Bill Prady, Steve Holland e Eddie Gorodetsky Adaptação: Chuck Lorre, Steven Molaro e Eric Kaplan | 31 de março de 2011     | 11.92                   |
| A conta de jogos de Sheldon é raqueada e sua identidade roubada. Os rapazes então se unem para descobrir o responsável pelo roubo. |              |                                                                                           |                 | |                         |                         |
| 83 | 20           | "The Herb Garden Germination" "A Germinação do Jardim de Eva" (BR)                        | Mark Cendrowski | História: Chuck Lorre, Eric Kaplan e Eddie Gorodetsky Adaptação: Bill Prady, Steven Molaro e Steve Holland | 7 de abril de 2011      | 11.40                   |
| Como forma de experimento, Sheldon e Amy divulgam rumores sobre os rapazes. Howard irá fortalecer seu relacionamento com Bernadette. |              |                                                                                           |                 | |                         |                         |
| 84 | 21           | "The Agreement Dissection" "A Dissecção do Acordo" (BR)                                   | Mark Cendrowski | História: Bill Prady, Dave Goetsch e Eddie Gorodetsky Adaptação: Chuck Lorre, Steven Molaro e Eric Kaplan  | 28 de abril de 2011     | 10.71                   |
| Sheldon sairá para dançar com como garotas, enquanto Priya tentará se safar do acordo que fez com seu companheiro de quarto, aplicando teoria legal. |              |                                                                                           |                 | |                         |                         |
| 85 | 22           | "The Wildebeest Implementation" "A Implementação Gnu" (BR)                                | Mark Cendrowski | História Chuck Lorre, Steven Molaro e Eric Kaplan Adaptação: Bill Prady, Eddie Gorodetsky e Maria Ferrari  | 5 de maio de 2011       | 10.50                   |
| Neste episódio, Penny espiará Leonard e Piya. Raj tentará descobrir uma cura para sua inconveniente ansiedade. |              |                                                                                           |                 | |                         |                         |
| 86 | 23           | "The Engagement Reaction" "A Reação do Noivado" (BR)                                      | Howard Murray   | História: Bill Prady, Eric Kaplan e Jim Reynolds Adaptação: Chuck Lorre, Steven Molaro e Steve Holland     | 12 de maio de 2011      | 10.78                   |
| Nesse episódio veremos como como pessoas reagirão em relação ao compromisso de Howard e Bernadette. Veja como Howard fará para contar a grande noticia para a sua mãe superprotetora. |              |                                                                                           |                 | |                         |                         |
| 87 | 24           | "The Roommate Transmogrification" "A Transmogrificação do Colega" (BR)                    | Mark Cendrowski | História: Chuck Lorre, Steven Molaro e Eddie Gorodetsky Adaptação: Bill Prady, Eric Kaplan e Jim Reynolds  | 19 de maio de 2011      | 11.30                   |
| No último episódio da quarta temporada, Bernadette recebe seu Ph.D. e os rapazes se divertem lembrando o frágil Wolowitz de que ele é o único da turma sem doutorado. Ao mesmo tempo, Koothrappali passa a dividir o apartamento com Sheldon depois de ouvir Leonard e Priya no quarto, empolgados no meio de uma fantasia a la ?Star Trek?. |              |                                                                                           |                 | |                         |                         |

## Nota
A atriz Kaley Cuoco esteve ausente em alguns episódios desta temporada por ter quebrado sua perna decorrente de um acidente de montaria. Quando ela voltou a gravar série, sua personagem Penny, apareceu como bartender ao invés de garçonete na Cheesecake Factory.